# جوسيب سوبين
جوسيب سوبين مواليد 31 أغسطس 1989 في كرواتيا، جمهورية كرواتيا الاشتراكية، هو لاعب كرة سلة كرواتي. بدأ مسيرته الاحترافية في سنة 2006. يلعب مع نادي فوتسوافك لكرة السلة في الدوري البولندي لكرة السلة كلاعب وسط. يبلغ طوله 6 قدم 9 بوصة (2.1 م).

## المسيرة الاحترافية
لعب مع نادي سبليت لكرة السلة من سنة 2006 إلى 2013، ثم لعب مع نادي زادار لكرة السلة من سنة 2013 إلى 2015، ثم لعب مع بالونكيستو فوينلابرادا في الدوري الإسباني في موسم 2015–2016، ثم لعب مع نادي فوتسوافك لكرة السلة في سنة 2016.

## روابط خارجية
- جوسيب سوبين على موقع الاتحاد الدولي لكرة السلة (الإنجليزية)
- جوسيب سوبين على موقع الدوري الإسباني لكرة السلة (الإسبانية)
- جوسيب سوبين على موقع كرة السلة الأوروبية.كوم (الإنجليزية)
- جوسيب سوبين على موقع ريلجم (الإنجليزية)
- جوسيب سوبين على موقع بروبوليرز (الإنجليزية)
- جوسيب سوبين على موقع سبورتس رفرنس (الإنجليزية)